# Liohippelates microneurinus
Liohippelates microneurinus är en tvåvingeart som först beskrevs av Oswald Duda 1933.  Liohippelates microneurinus ingår i släktet Liohippelates och familjen fritflugor. Inga underarter finns listade i Catalogue of Life.